# ヤマドリタケモドキ
ヤマドリタケモドキ（山鳥茸擬、学名: Boletus reticulatus）はイグチ目イグチ科ヤマドリタケ属のキノコ（菌類）。ヨーロッパなどでは Boletus aestivalis としてよく知られ、英語圏では summer cep としても知られる。ヨーロッパの落葉性樹林に生えることが多く、オークと共生的な関係を持っている。夏に子実体を作り、食用キノコになるため人気がありキノコ狩りで集められる。和名はヤマドリタケに似て非なるキノコの意味で、ヤマドリという鳥の羽の色に似ていることから名付けられている。

## 分類
最初にこの種が記されたのはヤーコブ・クリスティアン・シェーファーによってであり、1774年のことである。これは1793年に記した Boletus aestivalis として記したジャン＝ジャック・ポーレットに先立っており、学名の優先権を得て、Boletus reticulatus が学名になっている。しかし、外国では Boletus aestivalis として知られていることのほうが多い。

## 分布・生息地
ヤマドリタケモドキは、ヨーロッパや日本などの北半球の広い範囲に分布する。
菌根菌（共生性）。夏の初めから秋の終わりまでにかけて、ブナ、コナラ、クヌギ、ミズナラなど主にブナ科の広葉樹林に発生する。温かく湿度の高い場所を好む。特にフランス南西部で一般的である。亜高山帯のコメツガやシラビソなどの針葉樹林に生えるヤマドリタケに対して、平地では本種のヤマドリタケモドキがよく生える。
中国に分布するB. bainiugan (白牛肝菌)はヤマドリタケモドキ (B. reticulatus)にごく近い種で、イタリアのポルチーニの一種であるB. aereusの近縁種とされている。

## 特徴
ヤマドリタケモドキの子実体は膨らんだ球根状の柄と大きい饅頭型の傘が特徴的である。
傘は直径7 - 20センチメートル (cm)) になる。はじめはまんじゅう形で、生長するとのちにやや扁平な丸山形になり、さらに老菌になると傘の縁が反り返るものもある。傘表面は黄褐色か赤褐色、あるいは暗灰褐色から暗褐色で、微細毛がありややビロード状、湿ると粘性を帯びる。時にひび割れると中に白い面が見える。また、外観にはアミのような模様が現れる。
可食のイグチに見られるように傘の端の白い部分があいまいであるか全体的に欠乏していることよりも、より暗く、より均一な影を持ち、滑らかな傘の感じはこの種を見つけるのに鍵となる重要な特徴である。傘の裏の管孔と胞子の子実層は最初は白く、時間を得るごとに白から黄色に変わっていき、最終的に茶色い色になる。
柄は中央についており高さは10 - 18 cm程に育つ。また柄の全体に網状の模様が現れる。柄も白から茶色に変化していく。
肉は白く、硬く締まった身をしており、山吹色のような色をしている事もある。肉は傷つけても変色しない。ほかのイグチ科のキノコ同様、虫の幼虫に喰われることも多い。また、香りが良い。

## 食用
ヤマドリタケモドキは、ヨーロッパで多くのイグチ類同様に料理に好まれて使われており、市場でも販売されている。味にはくせがないが、肉はヤマドリタケよりも柔らかい。イタリアのポルチーニ茸採集家のアンケートの結果では1位は Boletus aereus、2位は Boletus aestivalis（ヤマドリタケモドキ）、3位は Boletus edulis（ヤマドリタケ）という情報もある。
イグチ科のキノコはショウジョウバエがつきやすく、古くなると蛆が発生するので、なるべく若いキノコを採取して利用する。傘の裏側にある管孔は消化に悪いため剥き取り、湯がいて下処理をしたのちに、大型キノコのため傘と柄に切り分けて調理する。すき焼き、鉄板焼き、バター炒め（炒め物）、天ぷら、フライ、けんちん汁や鍋物の具などに合う。

## 似ているキノコ
食用のヤマドリタケ（Boletus edulis）、ススケヤマドリタケ（Boletus hiratsukae）、ムラサキヤマドリタケ（Boletus violaceofuscus）、通常不食のニガイグチ（Tylopilus felleus）、毒のウツロイイグチ（Xanthoconium affine）、強毒のドクヤマドリ（Sutorius venenatus）と外見が似ている。ドクヤマドリの柄には網状の模様がない事から区別することができる。ウツロイイグチは成菌の場合は柄がヤマドリタケモドキと比べると細く、根元が膨らんでいない。また、管孔を傷つけると色が濃くなる。
ゲノム解析により、ヤマドリタケモドキはヤマドリタケとススケヤマドリタケとの姉妹菌であり、これら3種の祖先はen:Boletus mamorensisであることが分かった。

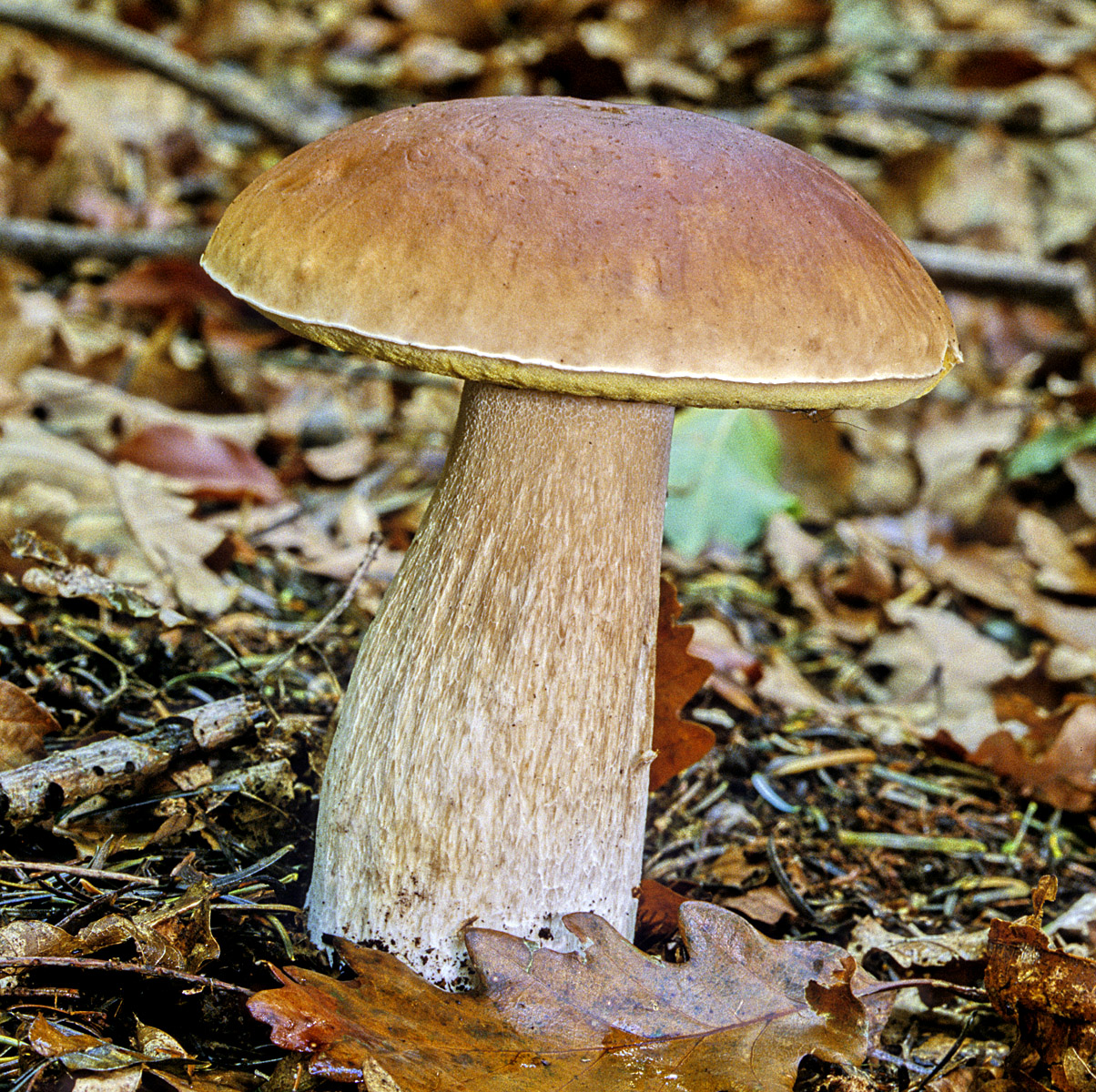
参考：ヤマドリタケ
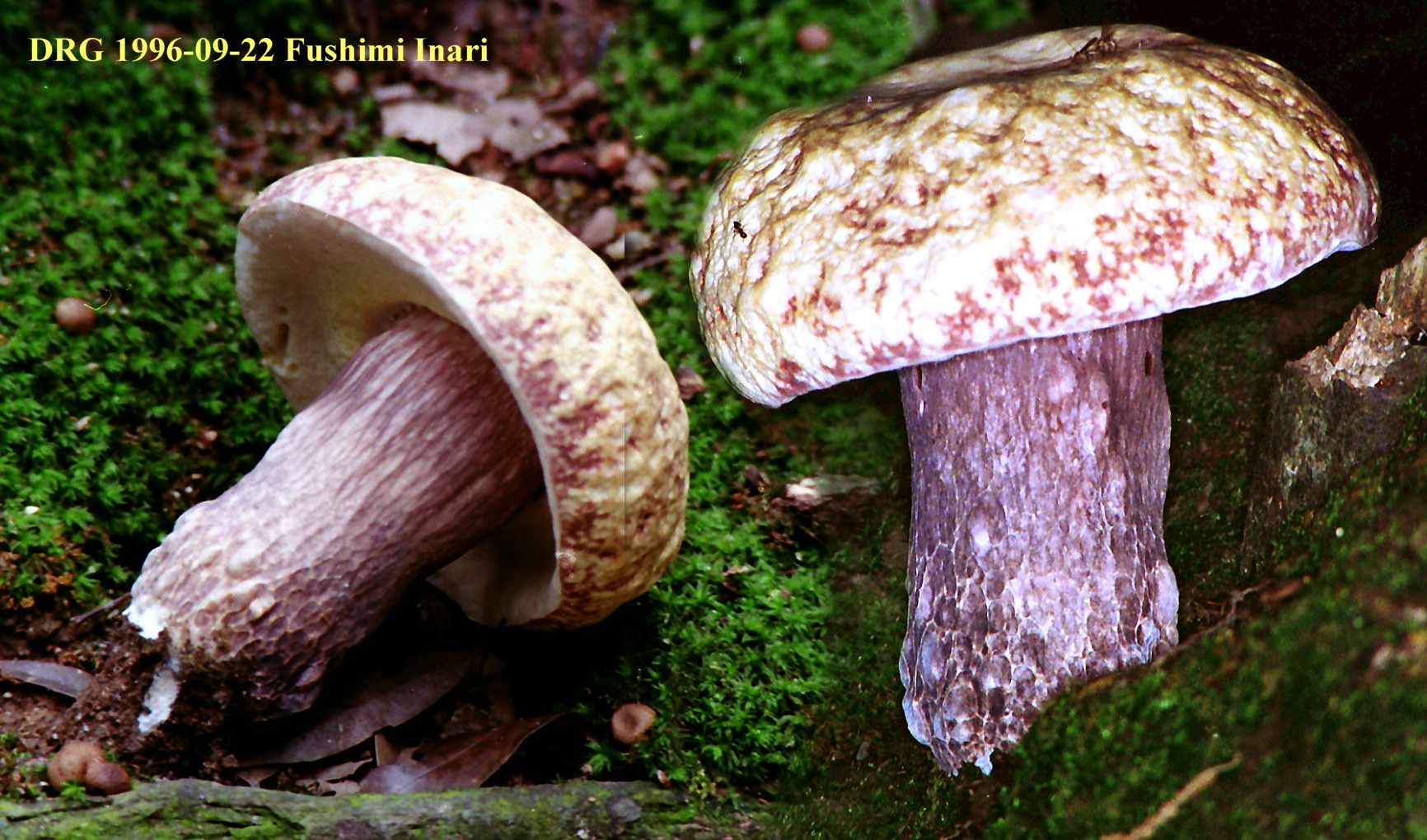
参考：ムラサキヤマドリタケ
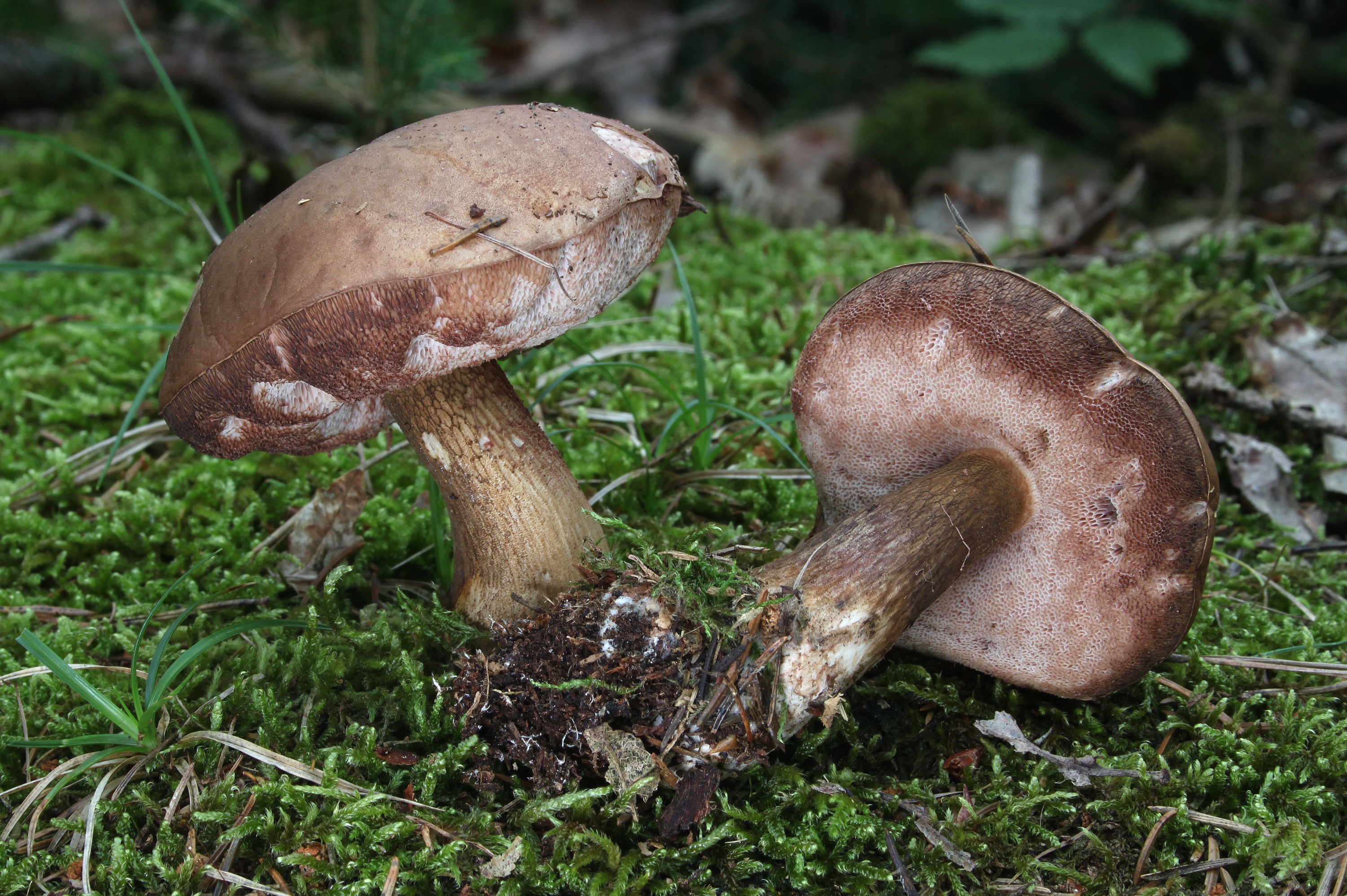
参考：ニガイグチ
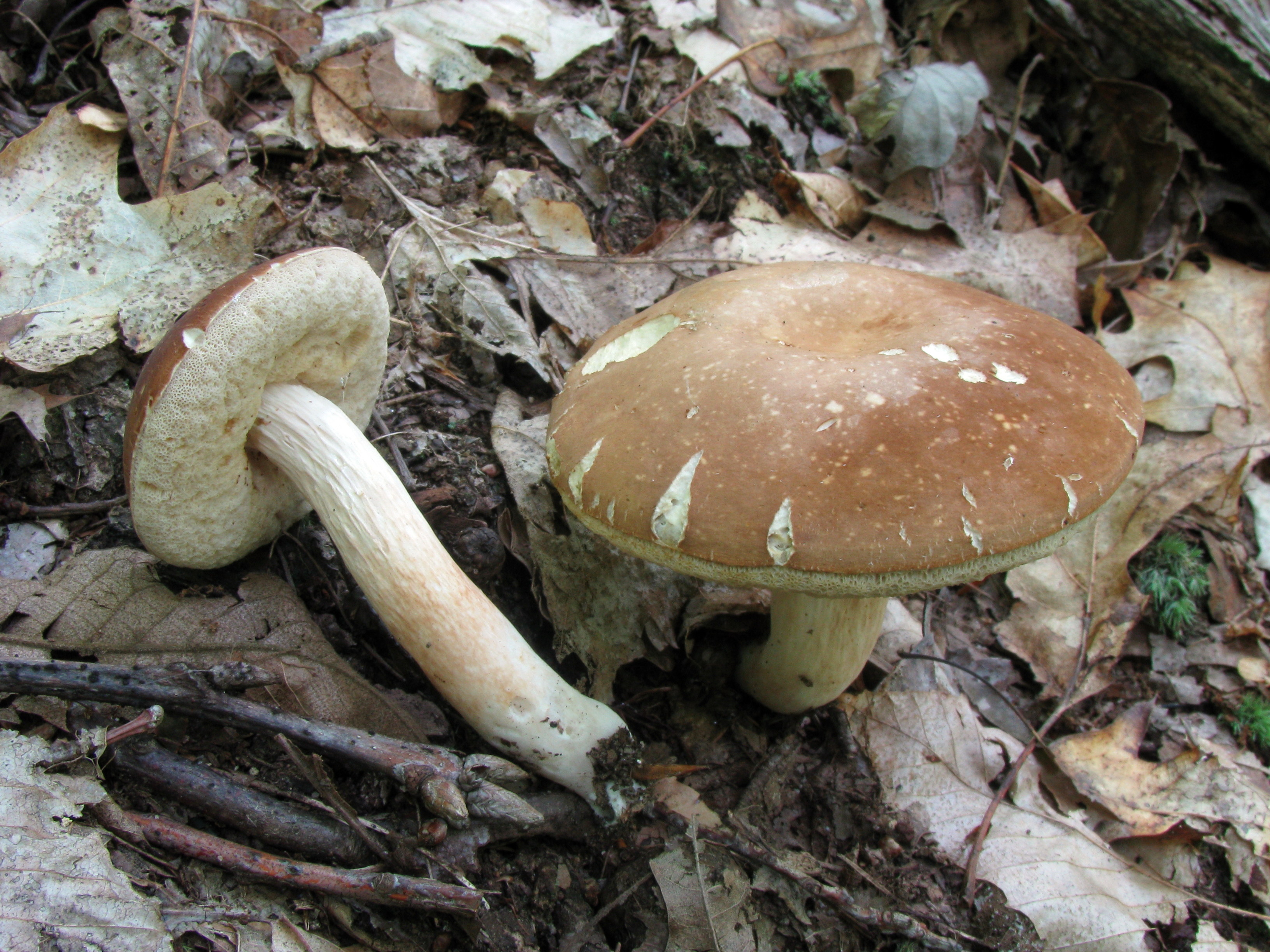
参考：ウツロイイグチ
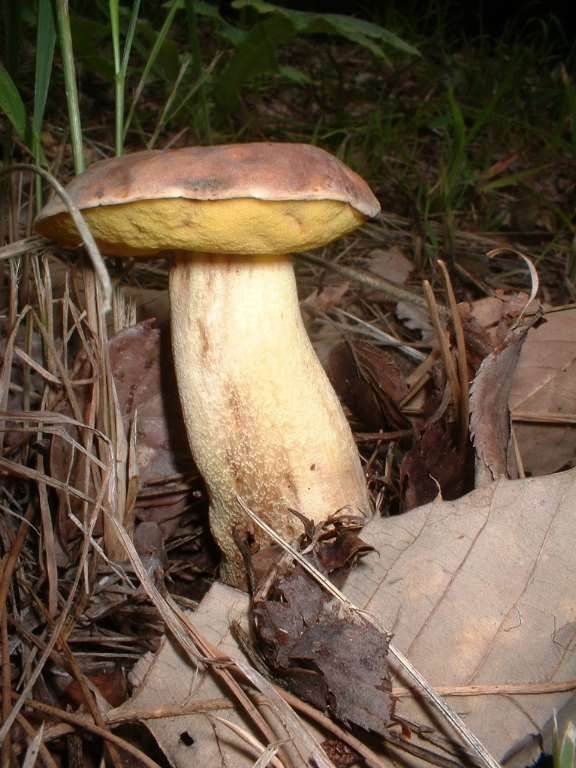
参考：ドクヤマドリ